# Nealcidion eulophum
Nealcidion eulophum es una especie de escarabajo longicornio del género Nealcidion, tribu Acanthocinini, subfamilia Lamiinae. Fue descrita científicamente por Bates en 1881.

## Descripción
Mide 6,3-12,75 milímetros de longitud.

## Distribución
Se distribuye por Belice, Costa Rica, Guatemala, Honduras, Nicaragua y México.